# عوز الحديد (طب)
نقص الحديد أو عوز الحديد هو مشكلة سوء التغذية الأكثر شيوعًا في العالم  حيث يعاني 30% من البشر من مشكلة عوز الحديد أي نحو ملياري مريض ، وحيث أن وجود الحديد داخل الخلية هام جدًا للقيام بالعديد من الوظائف الحيوية منها نقل الأكسجين من الرئة إلى باقي أنسجة الجسم فإن نقص الحديد يؤدي للعديد من المشاكل التي قد تتطور إلى الوفاة.
يحتوي الجسم على إجمالي 3.8 جرام من الحديد في حالة الذكر و2.3 جرام في حالة الأنثى، ويُحمل الحديد داخل الدم بواسطة ناقلات تسمى (ترانسفيررين). وفي حالة عدم الحصول على الكميات الكافية من الحديد في الغذاء أو فقده بسبب النزيف المزمن فإن الجسم يعمد إلى اتخاذ آليات عديدة لتعويض نقص الحديد ومنها زيادة قابلية الجهاز الهضمي لامتصاص أصغر كميات من الحديد، وزيادة عدد ناقلات الحديد في الدم.
وفي حالة نقص معدل الحديد في الدم وقبل حدوث الأنيميا تُسمى الحالة «حالة نقص الحديد الكامنة» أما بعد تطور وتفاقم الحالة وظهور الأنيميا فإنها تسمى «أنيميا الحديد» أو «فقر الدم الناجم عن عوز الحديد».

## أماكن تواجد الحديد في الجسم
يتواجد معظم الحديد في كريات الدم الحمراء ضمن جزيء الهيموغلوبين، أما باقي كمية الحديد تخزن في الكبد الطحال والنخاع العظمي، وهي تزود الجسم بالحديد عند الحاجة إليه. مرتبطة ببروتين الترانسفيرين الذي ينقل الحديد من مكان لآخر.

## أعراض وعلامات

خريطة توضح معدلات انتشار الإصابة بعوز الحديد في دول العالم، الأصفر يشير غلى معدلات أقل والأحمر يشير غلى معدلات أعلى.

لعوز الحديد الكثير من الأعراض الغير مميزة والتي قد تتشابه مع العديد من الأمراض الأخرى مما قد يجعل التشخيص صعبًا وقد تظهر هذه الأعراض حتى قبل تطور المرض إلى مرحلة الأنيميا ومنها:
- إرهاق وتعب
- دوار
- شحوب
- هياج
- الرمع العضلي وهو فترة وجيزة من الارتعاش اللاإرادي لعضلة في الجسم أومجموعة من العضلات
- ضعف العضلات
- الشهية لتناول طعام غريب أو مواد غير قابلة للأكل كالطين والثلج فيما يعرف بالقطا
- تساقط الشعر وتقصف الأظافر [7]
- ضعف المناعة [8]
- متلازمة تململ الساقين (Restless legs syndrome) وهو اضطراب في جزء من الجهاز العصبي ويؤثر على الساقين ويدفع إلى تحريكهما ويحصل بشكل أساسي عند وقت النوم ولذلك يعتبر من اضطرابات النوم.[9]
- وقد يكون عوز الحديد نفسه جزء من متلازمة تصيب أجهزة عدة في الجسم وتسبب أعراضًا مختلفة كمتلازمة بلومر فنسون والتي تسبب ضمور وتقرح بطانة المريء واللسان.

وباستمرار نقص الحديد في الجسم يحدث نقص شديد في عدد كرات الدم الحمراء فيما يعرف بأنيميا عوز الحديد وباستمرار الحالة لفترة أطول يحدث نقص في عدد كرات الدم البيضاء والصفائح الدموية أيضًا.

## أسباب
في الحالات الطبيعية لا يتم إفراز الحديد من الجسم، ويحدث نقص الحديد نتيجة لفقدان الدم من الجسم كما في حالات:
1. النزيف المزمن كما في حالات:
- الحيض الغزير
- نزيف الجهاز الهضمي في أمراض التهاب القولون التقرحي والبواسير وأورام المعدة والقولون، ففي 60% من حالات عوز الحديد في البالغين يتضح وجود أمراض ومشاكل بالجهاز الهضمي هي المسؤولة عن وجود نزيف مزمن وبالتالي حدوث عوز الحديد.[10]

2. عدم الحصول على الكميات الكافية من الحديد في الغذاء
3. نقص امتصاص الحديد في الجهاز الهضمي بسبب:
- عادات غذائية خاطئة
- أمراض خلل الامتصاص
- تعاطي أدوية تمنع امتصاص الحديد كبعض المضادات الحيوية [11]

4. التبرع بالدم بكثافة
5. وقد ظهر في بعض قوارض الاختبارات أمراض جينية تمنع امتصاص الحديد ولكن ذلك لم يظهر في البشر حتى الآن.
6. قد يحدث في الأشخاص الرياضيين تكسر كرات الدم الحمراء بسبب الاصطدامات المتكررة وخصوصًا في أقدام العدّائين ولاعبي الجمباز فيما يعرف بـفقر الدم الانحلالي الميكانيكي (Mechanical hemolytic anemia)، وبتكسر كرات الدم الحمراء ينطلق ما بها من حديد في الدم ويفقد منه كميات كبيرة من خلال العرق والبول.

## التشخيص
لا يعطي التاريخ الطبي للمريض أو الفحص الطبي له ما يؤكد تشخيص عوز الحديد فلابد من اللجوء لبعض الاختبارات منها:
- اختبار عد دموي شامل (صورة دم شاملة) (Complete blood count) والذي قد يظهر فيه نقص عدد وصِغر حجم كرات الدم الحمراء عن الطبيعي وقد لا تظهر هذه النتيجة حتى رغم وجود أنيميا عوز الحديد [14]
- اختبار نسبة الحديد في الدم وتشير النتائج إلى نقص المعدل عن الطبيعي
- اختبار نسبة الفيريتين في الدم وهو البروتين المسؤول عن حمل الحديد لتسهيل انتقاله خلال الدورة الدموية، وفي حالات عوز الحديد تقل نسبة الفيريتين في الدم
- اختبار قابلية الترانسفرين على حمل الحديد وتظهر النتائج زيادة قابليته (شهيته) لامتصاص وحمل الحديد في حالة توفره بالعلاج مثلًا.
- وقد يتم اللجوء إلى اختبار فحص البراز للتأكد من عدم احتواءه على دم نازف غير مرئي.

## العلاج
قبل البدء بالعلاج لابد أن يتم التعرف على سبب نقص الحديد وبشكل قاطع فلا فائدة من تعاطي الحديد في حالة عدم علاج السبب الأساسي للمشكلة. ويتم تعاطي الحديد بمصادر وجرعات تختلف من حالة لآخرى حسب شدتها.

### المصادر الغذائية للحديد

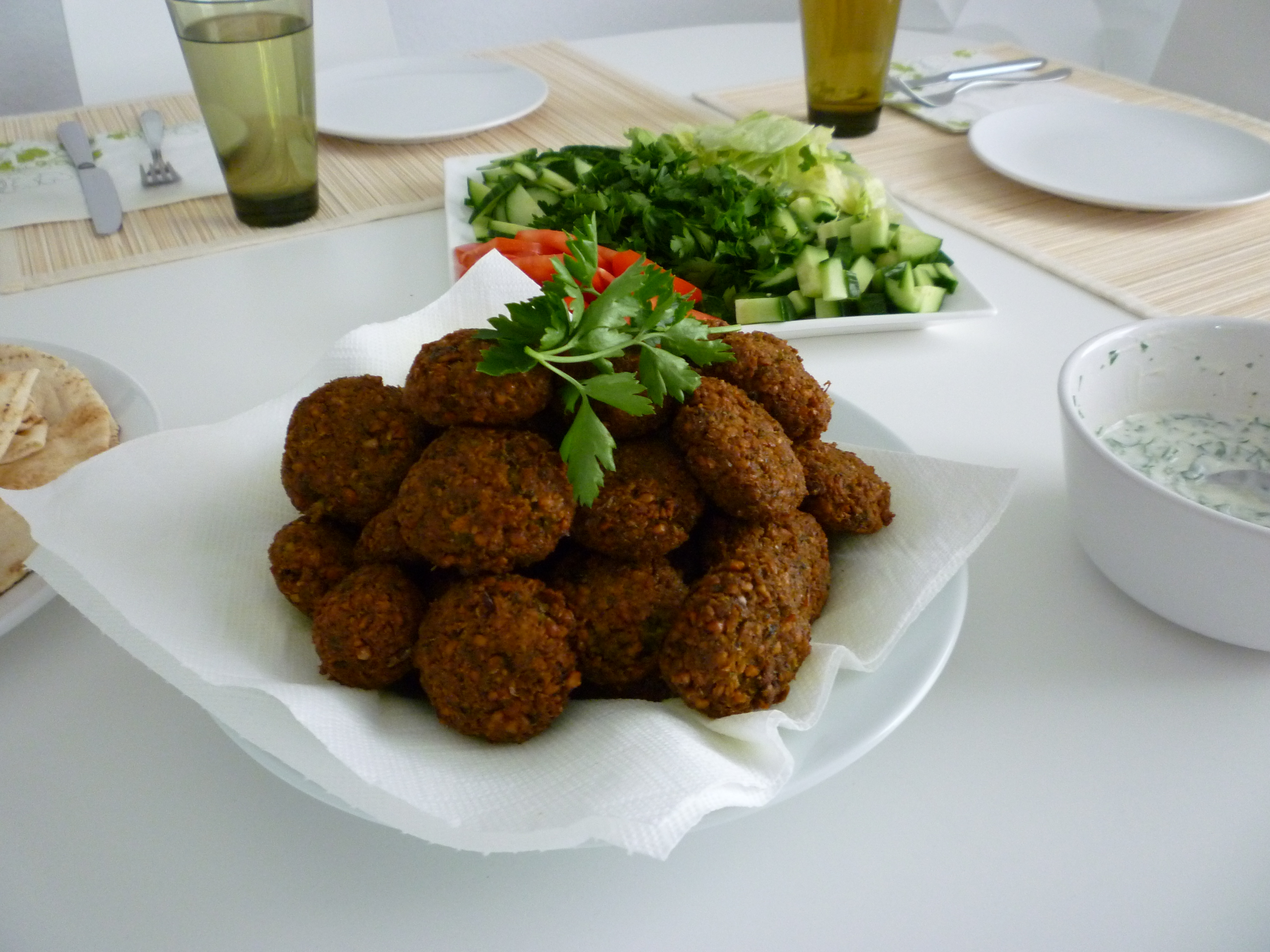
الفلافل (الطعمية)

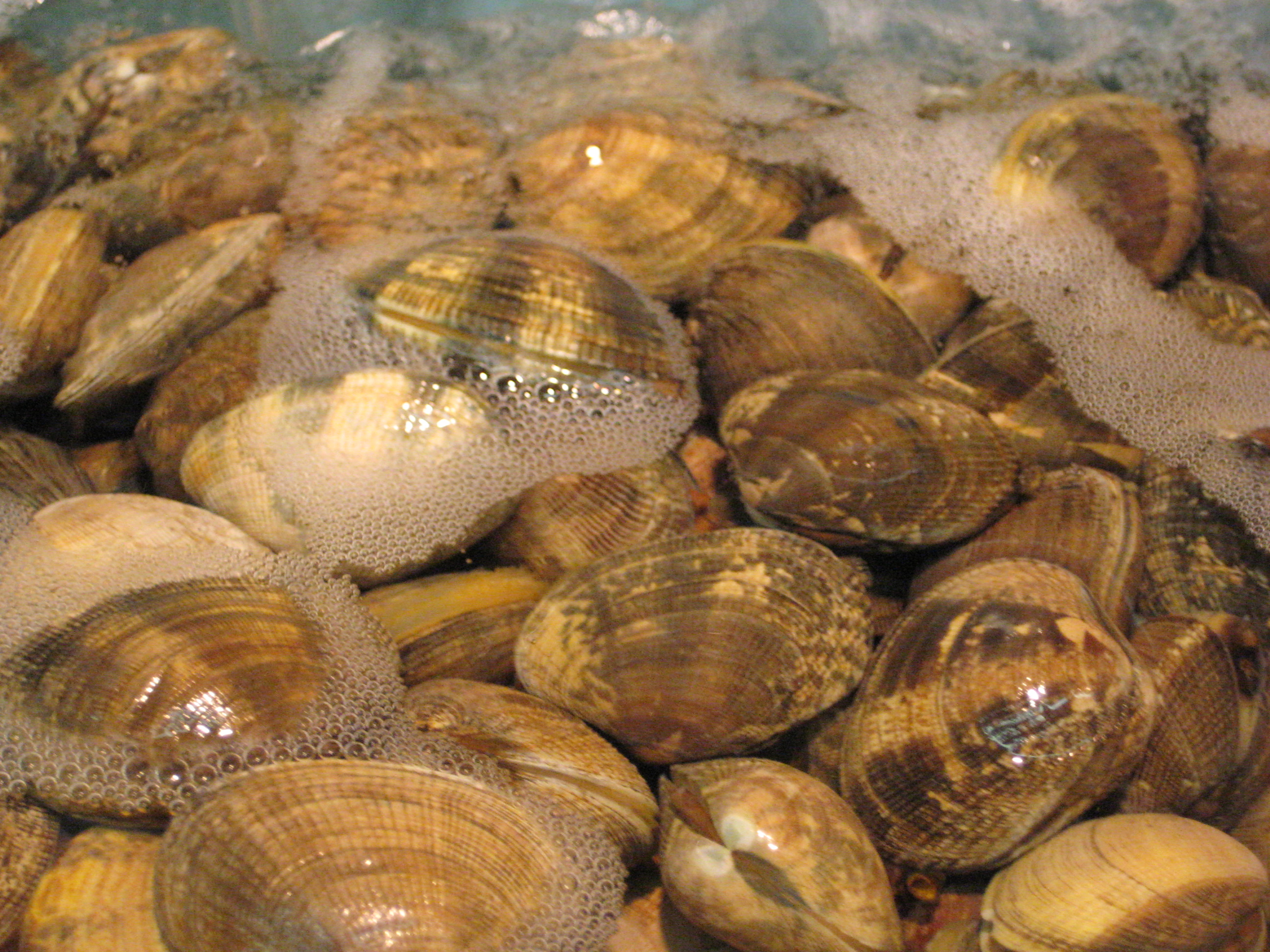
المحار الملزمي